# Alyssum bulbotrichum
Alyssum bulbotrichum là một loài thực vật có hoa trong họ Cải. Loài này được Hausskn. & Bornm. mô tả khoa học đầu tiên năm 1904.